# The Suicide Club
The Suicide Club és una col·lecció de tres relats de detectius del segle xix escrites per Robert Louis Stevenson que es combinen en la forma d'una sola narració. Primerament publicades per entregues al London Magazine entre juny i octubre de 1878, van ser recollides i publicades en el primer volum de les New Arabian Nights. La trilogia introdueix els personatges del Príncep Florizel de Bohèmia i el seu amic el coronel Geraldine. En aquest cicle s'infiltren en una societat secreta de gent amb la intenció de perdre la vida.

## Història del jove dels pastissos de crema
La trama del primer conte, Història del jove dels pastissos de crema (Story of the Young Man with the Cream Tarts), es desenvolupa en el Londres de l'època victoriana, pel qual deambulen el príncep i el coronel a la recerca d'aventures.
Els dos amics, que estan d'incògnit menjant ostres, es sorprenen al apropar-se'ls-hi un home jove que ven pastissos de crema. Intrigats per aquest comportament peculiar, el conviden a dinar amb ells, i, durant la seva reunió, el jove els dona a conèixer l'existència del Club dels Suïcides.
El príncep i el coronel aconsegueixen assistir a una reunió de la societat, i el que veuen allà els porta a prendre la decisió de fer que li caigui el pes de la llei al president del club. Al final de l'episodi, el príncep dissol la societat i el president d'ella és deportat custodiat pel germà menor del coronel.

## Història del metge i del bagul de Saratoga
En el segon conte, Història del metge i del bagul de Saratoga (Story of the Physician and the Saratoga Trunk), l'acció comença en el Barri Llatí de París, on s'allotja Silas Q. Scuddamore, un jove ingenu que, atret per una bella damisel·la, aconsegueix concertar una cita secreta a la qual no es presentarà ella. Decebut, Silas torna a l'hotel i troba el cadàver d'un home al llit de la seva habitació. Un altre allotjat, el Dr. Noel, porta a terme les gestions perquè Silas i el cadàver, ficat aquest en un bagul de Saratoga (o bagul món), surtin en secret cap a Londres en companyia del príncep Florizel.
Ja a la capital anglesa, Florizel descobreix que el president de la societat privada ha escapat després de matar el germà del coronel, el cos és el que ha aparegut a l'habitació de Silas i el que han portat els dos fins a Londres.

## L'aventura dels cotxes de punt
El tercer episodi, L'aventura dels cotxes de punt (The adventure of the Hansom Cab), està ambientat, com el primer, al Londres victorià.
El tinent retirat Brackenbury Rich veu com li diuen per pujar a un cotxe de cavalls. Va a la trobada, puja al carruatge i és portat a tota velocitat a una reunió. En ella, l'amfitrió passa revista als convidats, acomiada la major part i després revela ser el Coronel Geraldine; llavors, convida al tinent a acompanyar-ho en una missió secreta. Es dirigeixen a un lloc apartat on es troben amb el Príncep Florizel, qui, amb l'ajuda del Dr. Noel, ha aconseguit atrapar de nou al president del Club dels Suïcides. Florizel desafia a un duel al president i el mata.

## Edicions
- 1878, Regne Unit, London Magazine, Data de publicació Jun-Oct 1878, publicació periòdica.
- 1882, Regne Unit, Chatto & Windus, Data de publicació 1882, tapa dura.
- 1985, Regne Unit, Puffin ISBN 0-14-036764-0, Data de publicació Aug 1997, tapa tova (llibre de butxaca).
- 1991, Estats Units, Carroll & Graf ISBN 0-88184-741-0, Data de publicació Sep 1991, tapa dura
- 2000, Estats Units, Dover Publications, Inc. ISBN 0-486-41416-7, Data de publicació 2000, tapa tova (llibre de butxaca).

## Adaptacions al cinema
- “The Suicide Club” (1909), curtmetratge de 4 minuts dirigit per David Wark Griffith.[1]
- 1913: Una versió alemanya de 40 min. de durada titulada Der Geheimnisvolle Klub[2]
- 1914: Una versió britànica The Suicide Club (1914)[3] protagonitzada per Montagu Love com Princep Florizel.
- 1919: Richard Oswald va dirigir una versió en alemany titulada Unheimliche Geschichten (1919)[4] protagonitzada per Anita Berber i Conrad Veidt com a president del club.
- 1929: El dramaturg canadenc Hugh Abercrombie Anderson va adaptar amb èxit el treball a l'escenari, rebent bones crítiques.
- 1932: Oswald va fer un remake de la seva pel·lícula de 1919 Unheimliche Geschichten[5] però amb un nou elenc d'actors encapçalats per Paul Wegener. Més tard es va editar imatges d'aquesta pel·lícula a Dr. Terror's House of Horrors (1943).[6]
- 1936: Metro-Goldwyn-Mayer va adaptar la història per Trouble for Two[7] protagonitzada per Robert Montgomery com Prince Florizel, Frank Morgan com el Colonel Geraldine, Reginald Owen com a president del club i amb l'addició d'un interès d'amor femení interpretat per Rosalind Russell.
- 1946: Pel·lícula xilena titulada La Dama de la muerte[8] dirigida per Carlos Hugo Christensen i protagonitzada per Guillermo Battaglia i Carlos Cores. Més tard es va editar imatges d'aquesta pel·lícula per Curse of the Stone Hand (1964).[9]
- 1947: Programa de ràdio Murder at Midnight emès el 6 de gener fde1947. Adaptació titulada The Ace of Death.
- 1947: Programa de ràdio Escape emès el 12 de novembre. Adaptat només la part "The Young Man With the Cream Tarts".
- 1950: La sèrie per CBS Television Suspense temporada 2, episodi 24, emès el 14 de febrer de 1950;[10]
- 1956: ABC Radio emet el juliol de 1956 The Suicide Club. Adaptat només "The Young Man With the Cream Tarts".
- 1956: La sèrie de la NBC Lilli Palmer Theatre episodi 12, dirigit per Dennis Vance el 12 de desembre de 1956;[11]
- 1960: La sèrie de la NBC The Chevy Mystery Show episodi 17, protagonitzat per Cesar Romero i Everett Sloane el 18 de setembre de 1960;[12]
- 1963: La sèrie de Ziv Television Programs Ripcord episodi 72, The Suicide Club, protagonitzat per Larry Pennell i Ken Curtis;[13]
- 1970: Una adaptació mexicana titulada El Club de los suicidas[14] protagonitzada per Enrique Guzmán.
- 1973: Un capítol d' ABC Wide World of Mystery: Suicide Club emès el 13 de febrer de 1973, adaptat per Philip H. Reisman, Jr., protagonitzat per Peter Haskell, Margot Kidder, i Joseph Wiseman.
- 1974: CBS Radio Mystery Theatre The Suicide Club.” Episodi #87, emès el 7 de maig, protagonitzat per Barry Nelson, Marian Seldes, John Baragrey, Dan Ocko, Lloyd Batista. Adaptat per George Lowthar.[15]
- 1981: Una adaptació soviètica titulada The Suicide Club, or the Adventures of a Titled Person protagonitzada per Oleg Dal com a Florizel i Donatas Banionis com a president del Club.
- 1988: Una versió independent: The Suicide Club[16] protagonitzada per Mariel Hemingway actualitzant la història als temps moderns.
- “The Suicide Club” (2000), dirigida per Rachel Samuels i protagonitzat per Jonathan Pryce va triar un entorn més tradicional, però va abandonar gran part de la història original.[17]
- 2003:"Bankrotari", telefilm txec que va ser transmes per la Televisió txeca el 26 de desembre de 2003.[18]
- 2007: Roberto Santiago va dirigir una adaptació espanyola amb el títol El Club de los suicidas[19] amb Fernando Tejero i Lucía Jiménez.

- 2011: El dramaturg Jeffrey Hatcher va adaptar elements de les històries, però va canviar els herois a Sherlock Holmes i el doctor Watson en "Sherlock Holmes i la aventura del club de suïcidi".